# Josy Barthel
Josy Barthel, född 24 april 1927 i Mamer, död 7 juli 1992 i Luxemburg, var en luxemburgsk friidrottare.
Barthel blev olympisk mästare på 1500 meter vid olympiska sommarspelen 1952 i Helsingfors.